# Villa Richter
La villa Richter est située dans le quartier de Malá Strana à Prague, non loin du quartier Hradčany à Prague 1, près de la porte orientale du Château de Prague, dans la rue Na Opyši. Elle a été construite près du  vignoble St Venceslas au-dessus de la maison Richter U Verdugu. Il est possible d'y accéder soit par les marches de l'ancien château, soit par une petite porte de la Tour noire du château de Prague. C'est l'un des monuments les plus importants de style classiciste à Prague. Depuis 1958, il est inscrit sur la liste des monuments culturels tchèques.

## Histoire
La construction a été conçue en 1832 par l'architecte Josef Peschka pour le propriétaire d'alors, le conseiller Karel Emanuel Richter. Peu de temps après la Seconde Guerre mondiale, le bâtiment a été confisqué à la famille Richter, l'état et le bâtiment a été utilisé à des fins diplomatiques, s'y trouvait notamment l'ambassade cubaine, et, plus tard, le bâtiment de la Sécurité d'État et la Garde du Château. Depuis 1992, la villa est administrée par l'administration du château de Prague. À cette époque, les locaux étaient utilisés pour divers événements culturels et sociaux. En 2004, un appel d'offres a été lancé pour la rénovation du bâtiment, y compris le vignoble voisin de St. Venceslas, et la reconstruction a débuté en 2006. Depuis 2008, la villa et le vignoble sont à nouveau ouverts au public.

## Usages
Il y a actuellement l'un des 100 meilleurs restaurants de Prague dans le bâtiment. Le bâtiment est également connu pour l'organisation de mariages pour des clients tchèques et étrangers. La villa comprend également un vignoble, le vignoble St Venceslas, dont l'histoire remonte au Xe siècle et qui est l'un des plus anciens de la République tchèque. Deux cépages de base y sont plantés: le Riesling et le Pinot Noir, les deux variétés les plus nobles des régions viticoles du nord. En outre, 35 variétés de vigne du cépage variétal tchèque sont plantées le long de la route panoramique.